# Saori Ōno
Saori Ōno (jap. 多紗 於里, Ōno Saori; * 1970 in der Präfektur Tokio) ist eine japanische Pianistin. 

## Leben
1972 übersiedelte sie mit ihren Eltern nach Deutschland, wo sie mit vier Jahren das Klavierspiel begann.
Sie studierte zunächst an der Staatlichen Hochschule für Musik und Darstellende Kunst in Stuttgart bei Lieselotte Gierth und Gerd Lohmeyer. Nach dem Abschluss des Aufbaustudiums setzte sie ihre Studien in den Vereinigten Staaten fort. Zunächst studierte sie bei Menahem Pressler an der Indiana University in Bloomington, wo sie ein Artist Diploma erhielt. Danach studierte sie am Institut für Kammermusik der University of Wisconsin in Milwaukee. 2005 erhielt sie ihr Doktorat (Doctor of Musical Arts) von der City University of New York. Ihre Doktorarbeit war betitelt "The Piano Chamber Music of Maurice Ravel." Sie studierte auch mehrmals an der Aspen Music Festival and School bei Rita Sloan und Joseph Kalichstein und in New York bei Lev Natochenny. 
Saori Ohno errang 1986 den ersten Preis des Bundeswettbewerbes "Jugend musiziert" und gewann 1992 die E. Nakamichi Piano Competition in Aspen, 1994 den Indiana University Piano Competition und war Preisträger bei den Fischoff und Coleman Kammermusikwettbewerben. 
Sie konzertiert in Europa, den Vereinigten Staaten, Japan und Taiwan als Solistin und Kammermusikerin. 
Seit 2007 unterrichtet sie an der Shōbi Gakuen Daigaku in der Präfektur Saitama und am Shobi Music College.
In 2010 wurde ihre erste CD herausgegeben (WWCC-7662).